# Cairnwell Ring Cairn

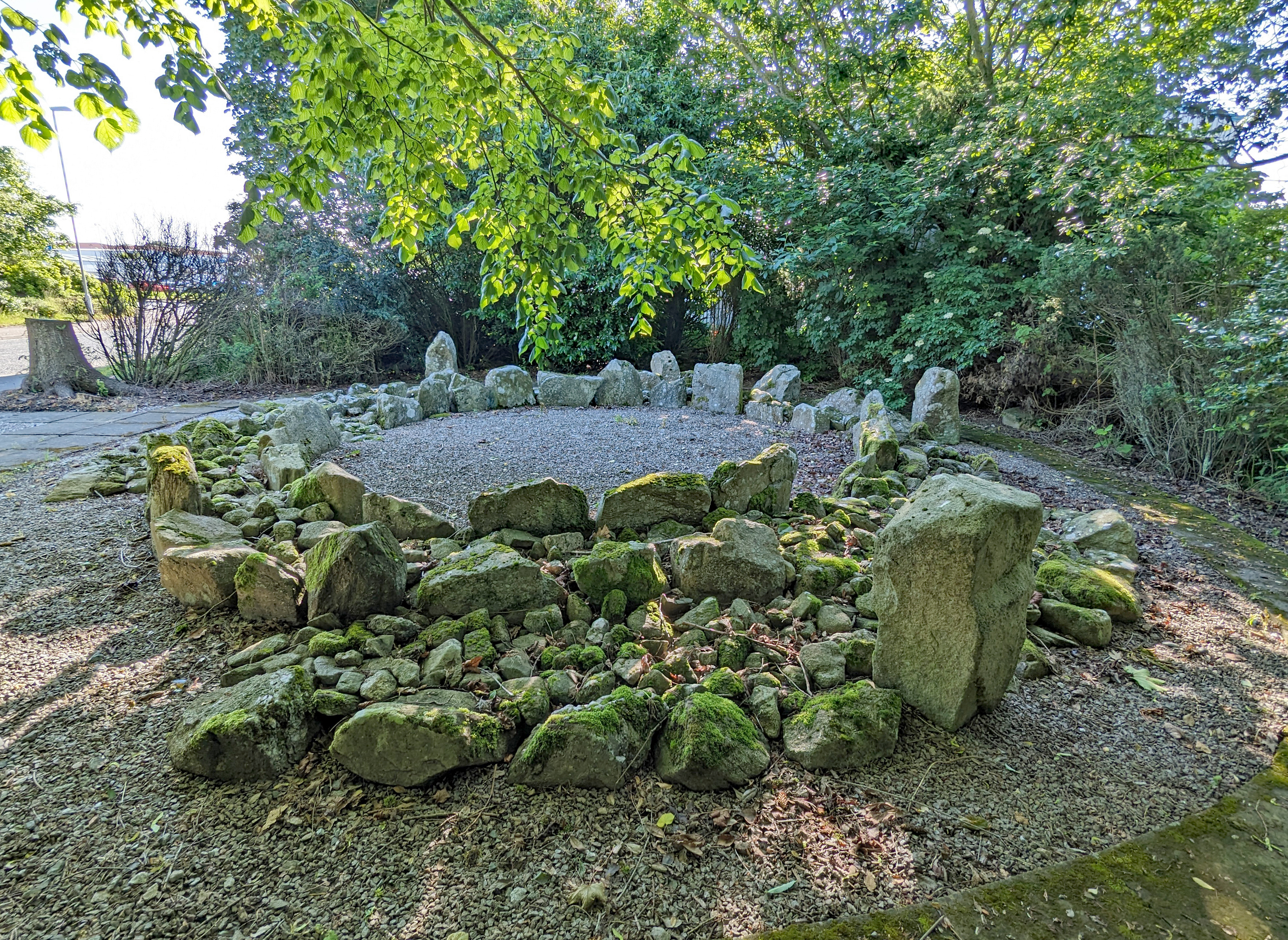
Der ausgegrabene Cairn in einem Industriegebiet südlich von Aberdeen

Cairnwell Ring Cairn ist ein Ring Cairn (mitunter korrekter als „Ring Bank Enclosure“ bezeichnet) mit Steinkreis unweit der Badentoy Avenue und der Cairnwell Farm, nordwestlich von Portlethen in Kincardineshire in Schottland.
Der Ring Cairn hat innen etwa 4,8 m Durchmesser und einen gefassten Ring aus losem Material, dessen Breite von 0,8 m im Norden auf über 1,0 m im Süden variiert. 15 Randsteine, die meisten nach innen geneigt oder verkippt, bildeten den inneren Kreis. Sie sind bis zu 0,5 m hoch; eventuell war eine Platte im Südwesten größer. Es gibt elf äußere Randsteine, die zumeist nach außen geneigt waren. Die größte Platte auf der Südostseite ist 1,7 m breit, 0,9 m hoch und 0,2 m dick.
Von den 13 im Jahre 1858 noch vorhandenen Steinen des äußeren Kreises, der den Ring Cairn umgab, sind nur drei erhalten. Die Ausgrabung von 1858 erbrachte im Inneren fünf Keramikdepots sowie „schwarzen Schimmel“ mit Fragmenten von Knochen und Holzkohle.
Nach der Ausgrabung wurde das Denkmal 175 m nach Nordwesten verlegt und für die Öffentlichkeit zugänglich gemacht.
Der Ring-Cairn von Cairnwell wurde komplett ausgegraben. Der Platz schloss ursprünglich einen Grubenbogen aus der mittleren Jungsteinzeit (etwa 4320 v. Chr.) um einen Steinkreis aus derselben Periode (3070 v. Chr.) ein. Nach einem langen Hiatus wurden im Steinkreis ein Scheiterhaufen niedergebrannt und im Inneren eine hölzerne Einfriedung mit dem Eingang im Süden errichtet. Fünf Feuerbestattungen in Gruben und Urnen fanden sich in der Mitte der Einfriedung. Später wurde die Einfriedung mit dem Ring Cairn ergänzt, der die existierende Einfriedung beachtete. Der Ring Cairn wurde anschließend erweitert, um den äußeren Steinkreis zu integrieren.
In der Nähe liegt der Craighead of Badentoy.